# Município de Bennington (condado de Licking, Ohio)
Localização do Ohio nos E.U.A.
O município de Bennington (em inglês: Bennington Township) é um município localizado no condado de Licking no estado estadounidense de Ohio. No ano 2010 tinha uma população de 1687 habitantes e uma densidade populacional de 24,01 pessoas por km².

## Geografia
O município de Bennington encontra-se localizado nas coordenadas 40° 13′ 53″ N, 82° 36′ 41″ O. Segundo o Departamento do Censo dos Estados Unidos, o município tem uma superfície total de 70.28 km², da qual 70,11 km² correspondem a terra firme e (0,24 %) 0,17 km² é água.

## Demografia
Segundo o censo de 2010, tinha 1687 pessoas residindo no município de Bennington. A densidade de população era de 24,01 hab./km².